# رالستونية قرنفلية
رالستونية قرنفلية (الاسم العلمي: Ralstonia syzygii) هي نوع من البكتيريا، سلبية الغرام، تتبع جنس الرالستونيا.